# Bærumsmarka

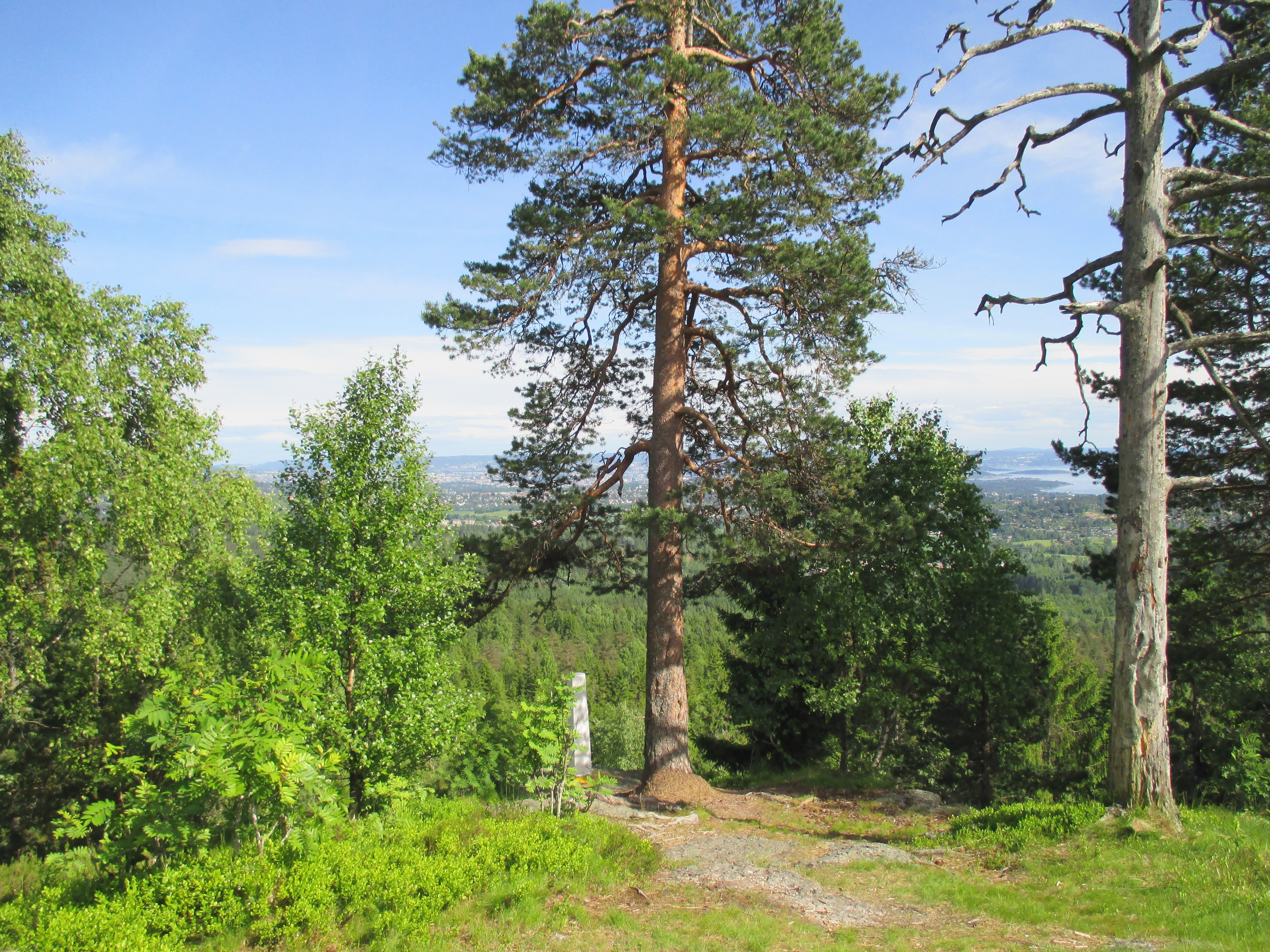
Åsen Skuta i Bærumsmarka.

Bærumsmarka är ett område i Bærums kommun i Akershus fylke i Norge. Det är avgränsat av bebyggelsen i Bærum i söder, Sørkedalen i öster, Lommedalen i väster och Krokskogen i norr. Bærumsmarka räknas som en del av Oslomarka. Geologiskt tillhör området Oslofältet, och Bærumsmarka sammanfaller i stort sett med Bærumskalderan.
1985 bildades föreningen Bærumsmarkas Venner. Föreningen arbetar för att bevara Bærumsmarka mot utbyggning och för att främja användning av Bærumsmarka. Lokalhistorikern Trygve Christensen var den förste ledaren av Bærumsmarkas Venner som sedan 2004 leds av Stig O. Kapskarmo.
Floder i Bærumsmarka: 
- Sandvikselva
- Lomma
- Isielva